# Mezinárodní pohár ve fotbale 1927–1930
Mezinárodní pohár 1927–1930 byl 1. ročníkem středoevropské mezinárodní fotbalové soutěže a hrálo od 18. září 1927 do 11. května 1930. Soutěže se zúčastnilo 5 národních týmů z Itálie, Československa, Rakouska, Maďarska a Švýcarska.
Pro vítěze byl připraven český křišťálový pohár, který daroval československý předseda vlády Antonín Švehla, takže událost byla známá také jako pohár Antonína Švehly.

## Organizační výbor
Schůze se konaly v Terstu 9. března a v Budapešti 11. března 1930, Složení výboru bylo:
- Předseda:  M. Ferretti
- Místopředseda:  M. Fischer
- Technický komisař:  G. Mauro
- Tajemník:  H. Meisl

## Výsledky
| 18. září 1927 | Československo                     | 2 – 0 | Rakousko | Stadion Strahov, Praha                |  |  |
|               | 10' Podrazil 55' (pen.) Kratochvíl |       |          | Diváci: 25.000 Rozhodčí: Josip Fabris |  |  |
|               |                                    |       |          |                                       |  |  |

| 25. září 1927 | Maďarsko                             | 5 – 3 | Rakousko       | Üllői úti Stadion, Budapešť         |  |  |
|               | Holzbauer Hirzer Takács Ströck Kohut |       | 2x Wesely Sígl | Diváci: 38.000 Rozhodčí: Prince-Cox |  |  |
|               |                                      |       |                |                                     |  |  |

| 22. října 1927 | Československo         | 2 – 2 | Itálie            | Letenský stadion, Praha                |  |  |
|                | 32' 51' (pen.) Svoboda |       | Libonatti 28' 79' | Diváci: 12.000 Rozhodčí: John Langenus |  |  |
|                |                        |       |                   |                                        |  |  |

| 6. listopadu 1927 | Itálie | 0 – 1 | Rakousko  | Stadion del Littoriale, Bologna |  |  |
|                   |        |       | Runge 44' | Rozhodčí: Price-Cox             |  |  |
|                   |        |       |           |                                 |  |  |

| 1. leden 1928 | Itálie                         | 3 – 2 | Švýcarsko       | Stadion Marassi, Janov                |  |  |
|               | 10' 58' Libonatti 68' Magnozzi |       | M. Abegglen 44' | Diváci: 28.000 Rozhodčí: Stanley Rous |  |  |
|               |                                |       |                 |                                       |  |  |

| 25. březen 1928 | Itálie                                   | 4 – 3 | Maďarsko                        | Stadion Nazionale del Partito Fascista, Řím |  |  |
|                 | 48' 75' Conti 58' Rossetti 85' Libonatti |       | Kohut 13' Hirzer 44' Takács 76' | Diváci: 32.500 Rozhodčí: Peco Bauwens       |  |  |
|                 |                                          |       |                                 |                                             |  |  |

| 1. dubna 1928 | Rakousko | 0 – 1 | Československo | Hohe Warte Stadion, Vídeň              |  |  |
|               |          |       | Silný          | Diváci: 50.000 Rozhodčí: John Langenus |  |  |
|               |          |       |                |                                        |  |  |

| 22. dubna 1928 | Maďarsko                    | 2 – 0 | Československo | Üllői úti Stadion, Budapešť                |  |  |
|                | 17' (pen.) Hirzer 44' Kohut |       |                | Diváci: 38.000 Rozhodčí: Raphael van Praag |  |  |
|                |                             |       |                |                                            |  |  |

| 7. října 1928 | Rakousko                      | 5 – 1 | Maďarsko | Hohe Warte Stadion, Vídeň              |  |  |
|               | Gschweidl Weselik Wesely Sigl |       | Hirzer   | Diváci: 40.000 Rozhodčí: Alfred Birlem |  |  |
|               |                               |       |          |                                        |  |  |

| 14. října 1928 | Švýcarsko                | 2 – 3 | Itálie                          | Sportplatz Förrlibuck, Curych |  |  |
|                | 2' A. Abegglen 85' Grimm |       | Rossetti 17' 30' Baloncieri 80' | Rozhodčí: Eugen Braun         |  |  |
|                |                          |       |                                 |                               |  |  |

| 28. října 1928 | Rakousko               | 2 – 0 | Švýcarsko | Hohe Warte Stadion, Vídeň             |  |  |
|                | 24' 35' (pen.) Tandler |       |           | Diváci: 35.000 Rozhodčí: Peco Bauwens |  |  |
|                |                        |       |           |                                       |  |  |

| 1. listopadu 1928 | Maďarsko           | 3 – 1 | Švýcarsko | Üllői úti Stadion, Budapešť             |  |  |
|                   | Ströck Turay Kohut |       | Weiler    | Diváci: 20.000 Rozhodčí: Albino Carraro |  |  |
|                   |                    |       |           |                                         |  |  |

| 3. března 1929 | Itálie                             | 4 – 2 | Československo        | Stadion del Littoriale, Bologna           |  |  |
|                | 26' 61' 82' Rossetti 33' Libonatti |       | Silný 18' Svoboda 40' | Diváci: 35.000 Rozhodčí: Henry Christophe |  |  |
|                |                                    |       |                       |                                           |  |  |

| 7. dubna 1929 | Rakousko                    | 3 – 0 | Itálie | Hohe Warte Stadion, Vídeň           |  |  |
|               | 19' 38' Horvath 23' Weselik |       |        | Diváci: 50.000 Rozhodčí: Prince-Cox |  |  |
|               |                             |       |        |                                     |  |  |

| 14. dubna 1929 | Švýcarsko                     | 4 – 5 | Maďarsko                   | Wankdorfstadion, Bern                 |  |  |
|                | A. Abegglen Wiler M. Abegglen |       | Takács Widmer Toldi Hirzer | Diváci: 19.000 Rozhodčí: Stanley Rous |  |  |
|                |                               |       |                            |                                       |  |  |

| 5. května 1929 | Švýcarsko       | 1 – 4 | Československo                     | Stade Olympique de la Pontaise, Lausanne |  |  |
|                | 74' M. Abegglen |       | Silný 23' 85' Podrazil 22' Puč 80' | Diváci: 20.000 Rozhodčí: Eugen Braun     |  |  |
|                |                 |       |                                    |                                          |  |  |

| 8. září 1929 | Československo | 1 – 1 | Maďarsko   | Letenský stadión, Praha             |  |  |
|              | 5' Hojer       |       | Kalmár 88' | Diváci: 30.000 Rozhodčí: Paul Ruoff |  |  |
|              |                |       |            |                                     |  |  |

| 6. října 1929 | Československo                                                | 5 – 0 | Švýcarsko | Letenský stadion, Praha                |  |  |
|               | 17' 81' Puč 18' Josef Kratochvíl 36' Svoboda 64' (pen.) Junek |       |           | Diváci: 17.000 Rozhodčí: John Langenus |  |  |
|               |                                                               |       |           |                                        |  |  |

| 27. října 1929 | Švýcarsko | 1 – 3 | Rakousko               | Wankdorfstadion, Bern      |  |  |
|                | Passello  |       | Schall Stoiber Horvath | Rozhodčí: Lauritz Andersen |  |  |
|                |           |       |                        |                            |  |  |

| 11. května 1930 | Maďarsko | 0 – 5 | Itálie                                         | Üllői úti Stadion, Budapešť |  |  |
|                 |          |       | Meazza 17' 65' 70' Magnozzi 72' Costantino 84' | Rozhodčí: Peco Bauwens      |  |  |
|                 |          |       |                                                |                             |  |  |

## Tabulka
| Poř. | Tým            | Z | V | R | P | VG | OG | B  |
| ---- | -------------- | - | - | - | - | -- | -- | -- |
| 1.   | Itálie         | 8 | 5 | 1 | 2 | 21 | 15 | 11 |
| 2.   | Rakousko       | 8 | 5 | 0 | 3 | 17 | 10 | 10 |
| 2.   | Československo | 8 | 4 | 2 | 2 | 17 | 10 | 10 |
| 4.   | Maďarsko       | 8 | 4 | 1 | 3 | 20 | 23 | 9  |
| 5.   | Švýcarsko      | 8 | 0 | 0 | 8 | 11 | 28 | 0  |

## Střelecká listina
| P. | Nár      | Hráč            | Tým      | Branky |
| -- | -------- | --------------- | -------- | ------ |
| 1. | Itálie   | Julio Libonatti | Itálie   | 6      |
| 1. | Itálie   | Gino Rossetti   | Itálie   | 6      |
| 3. | Maďarsko | Ferenc Hirzer   | Maďarsko | 5      |